# جهد الانهيار

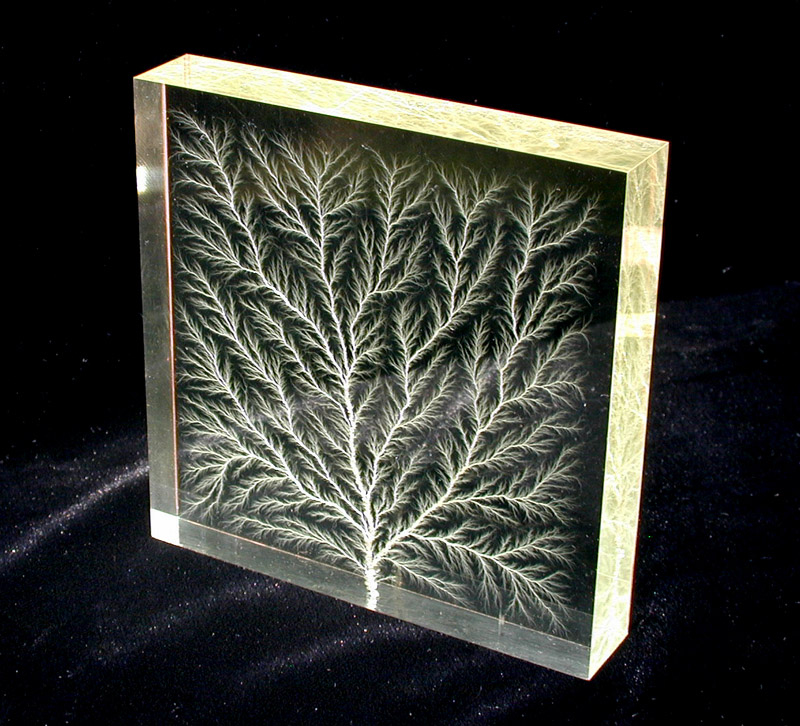
انهيار الجهد وتشعب التيار في البلكسيجلاس

جهد الانهيار في الكهرباء والفيزياء هو أقل جهد كهربائي على عازل كهربائي لكي يصبح موصلا للتيار. وبالنسبة إلى دايود يكون جهد الانهيار هو الجهد العكسي الذي يجعله موصلا في التجاه العكسي. بعض الأجهزة مثل TRIAC يكون لها جهد انهيار أمامي.

## المواد الصلبة
جهد الانهيار هو أحد خواص عازل كهربائي وهو يعرف أعلى فرق جهد للعازل  يمكن أن يعمل فيها كعازل من قبل أن ينهار ويصبح موصلا للتيار. يتكون في المادة الصلبة طريق متسلل يسهل فيه مرور تيار عند تعد الجهد عليه جهد الانهيار. وفي بعض المصابيح الكهربائية المحتوية على غاز مخلخل فيسمى أيضا ذلك الجهد الذي عنده تضيء «جهد الانهيار».
جهد الانهيار ليس ثابتا تماما لأنه يعتمد على بنية المادة وما فيها من شوائب وعيوب، فيوجد احتمال لحدوث الانهيار عند جهد معين. وإذا اعطيت قيمة لجهد الانهيار فهي تمثل متوسط جهد الانهيار لقطعة مادة كبيرة. كما أنه توجد ما يسمى «مقاومة الفولطية»، وهذه تعني أن احتمال الانهيار عند جهد معين صغير جدا، وهي تدخل في تصميم المواد العازلة، بحيث يكون هناك اطمئنان من ان المادة العازلة سوف تقوم بدورها في العزل عند جهد معين ولن تنهار.
تجرى نوعان من قياسات جهد الانهيار لمادة وهي للتيار المتردد أو لجهد الانهيار عن صدمة فولطية. الجهد للتيار المتردد هو خاص بالتردد المعتاد الذي يستخدم في البيوت. أما انهيار الصدمة الفولطية فهو يحاكي ضربة البرق، وعادة يستخدم 2و1 ميكروثانية لتزايد موجة الجهد حتى يصل إلى 90% من مطاله ثم يعود وينخفض إلى 50% من قيمته بعد 50 ميكروثانية.
تتحكم في إجراء تلك التجارب نظامي العيارية القياسية الأمريكية
ASTM D1816 و ASTM D3300 المنشورتان من الجمعية الأمريكية لاختبار المواد ASTM.

## الغازات والفراغ
تعمل الغازات كعازل كهربائي جيد عند الظروف المعتادة للضغط ودرجة الحرارة. وهي تحتاج إلى جهود كهربائية عادية لتخرج من صفة العازل إلى حالة التوصيل ويكون ذلك فجأة كما نعرفه من البرق. وفي حالة تخلخل الغاز بحيث يكون ضغطه أقل من الضغط الجوي ينخفض جهد الانهيار بحيث يصبح من الممكن مرور التيار فيه. ولتلك الظاهرة فوائد كثيرة في الصناعة، (مثلما في إنتاج الميكروبروسيسور) ولكنه قد يفسد الجهاز الذي يحدث فيه عفويا، إذ أن الانهيار يماثل توصيل التيار الكهربائي بالأرض. .
بالنسبة لغاز فيمكن تعيين جهد الانهيار له بواسطة قانون باشين.
ويتبع جهد الانهيار في غاز مخلخل (نصف مفرغ) المعادلة:
{\displaystyle V_{\mathrm {b} }={\frac {Bpd}{\ln Apd-\ln(\ln(1+{\frac {1}{\gamma _{\mathrm {se} }}}))}}}
حيث:
{\displaystyle V_{\mathrm {b} }} هو جهد الانهيار بالفولط للتيار المستمر،
{\displaystyle A} و {\displaystyle B} ثابتين يعتمدان على نوع الغاز (من خواص المادة),
{\displaystyle p} ضغط الغاز،
{\displaystyle d} المسافة بين القطبين الموجب والسالب،
{\displaystyle \gamma _{\mathrm {se} }} معامل الإصدار الثانوي للإلكترونات.
إذا اردت معرفة تفاصيل أكثر انظر قانون باشين.

## الدايود وأشباه الموصلات

Diode I-V diagram

إن جهد النهيار هو أحد المواصفات الهامة لثنائي القطب حيث يعرف أكبر جهد عكسي يمكن تطبيقه على الدايود من دون حدوث ارتفاعا أسيا في التيار في الدايود. وطالما كان التيار محدودا فإن تعدية جهد الانهيار لا تتسبب في فساد ثنائي الأقطاب. وفي الواقع أن الدايود من نوع دايود زنر يتكون من شبه موصل عالي التشويب هو يستغل جهد الانهيار للدايود في التوصل إلى ضبط مستوى الجهد الكهربائي.

## اقرأ أيضا
- ثنائي ضوئي شلالي
- تأثير زنر
- جلبة كهربائية
- مكثفة
- قابلية كهربائية
- كهرباء انضغاطية
- قضبان التوصيل المعزولة الطور
- عازل
- انهيار انهماري
- انهيار إلكتروني